# Lesnoj (rejon kamieński)
Lesnoj (ros. Лесной) – chutor w Rosji, w obwodzie rostowskim, w rejonie kamieńskim. W 2010 liczył 641 mieszkańców.